# 가지 (식물)
가지(미국 영어: eggplant, 영국 영어: aubergine)는 가지과의 한해살이 또는 여러해살이 식물로, 한국 및 열대에서 온대에 걸쳐 재배된다. 가지는 독성이 없으나 그 잎이나 꽃에는 소량의 감독이 있을 수도 있다. 하지만 익지 않은 가지에는 솔라닌이라는 독성이 있다.

## 이름
어원은 상고 한어 "茄子(발음: [ɡ'ia tsiəɡ / ka tsiəɡ])이다.

## 생태
높이는 60~100 센티미터로 전체에 별 모양의 털이 있고 가시가 생기기도 한다. 잎은 어긋나고 자루가 있으며, 난상 타원형이고 길이 15~35 센티미터로 끝이 뾰족하다. 꽃은 6~9월에 피는데 마디 사이의 중앙에서 꽃대가 나와 몇 송이의 꽃이 달리고 꽃받침은 자줏빛이다. 열매의 모양은 품종에 따라 다르다. 많은 원예품종이 있으나, 세포 유전학적으로는 매우 가까워서 잡종을 만들기 쉽다. 1대 잡종은 세력이 왕성하고 병에도 강할 뿐만 아니라 수확량도 많으며 교배 조작도 간단하므로 많이 이용하고 있다.

## 역사
동양 각국에는 5~6세기에 이미 전파되었다. 한국에는 신라시대부터 재배한 기록이 있다.

## 쓰임새
열매는 쪄서 나물도 하고 전도 부치며 가지찜, 가지 볶음 등으로 만들어 먹는다.

## 사진

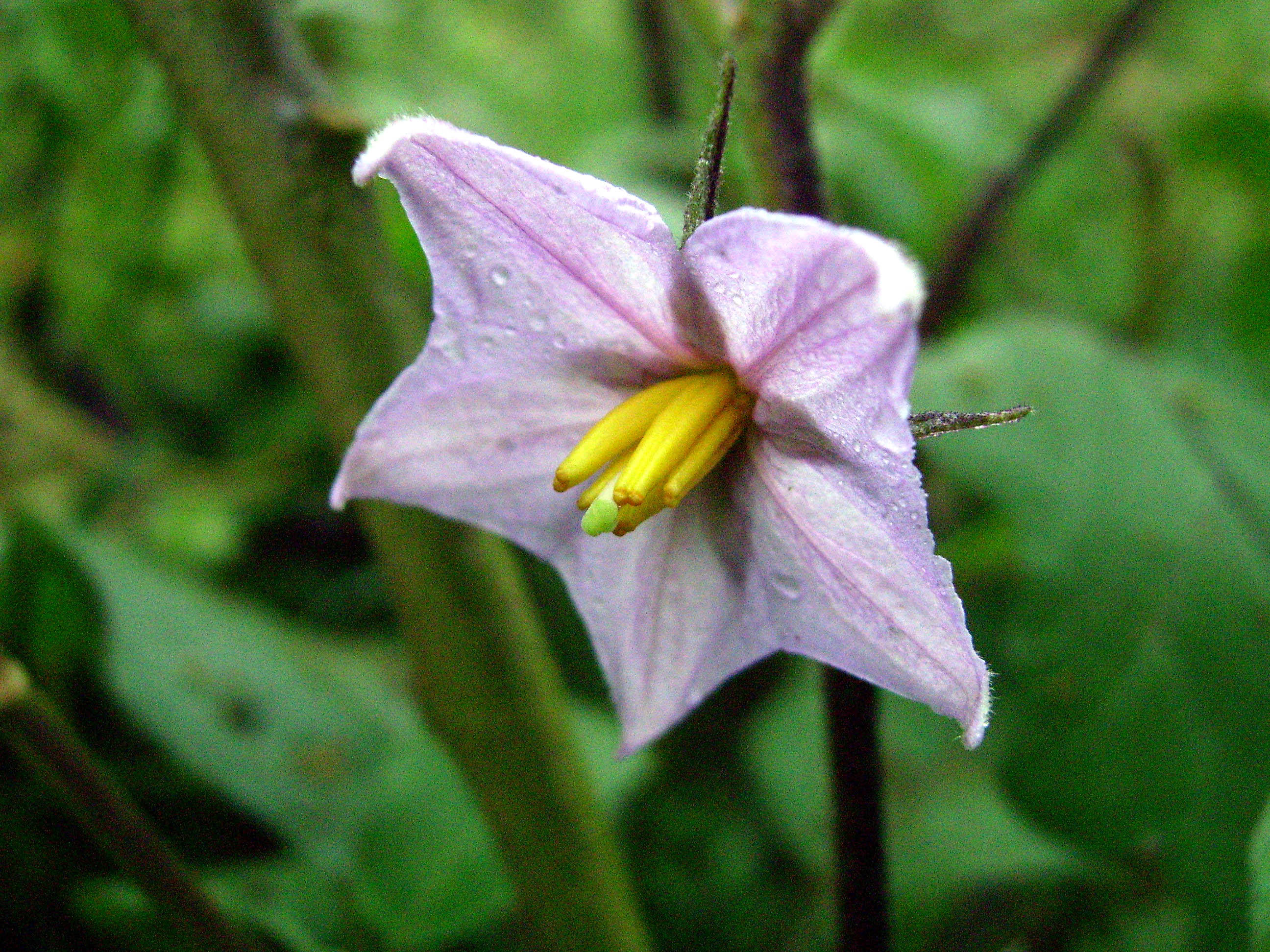
꽃 가까이
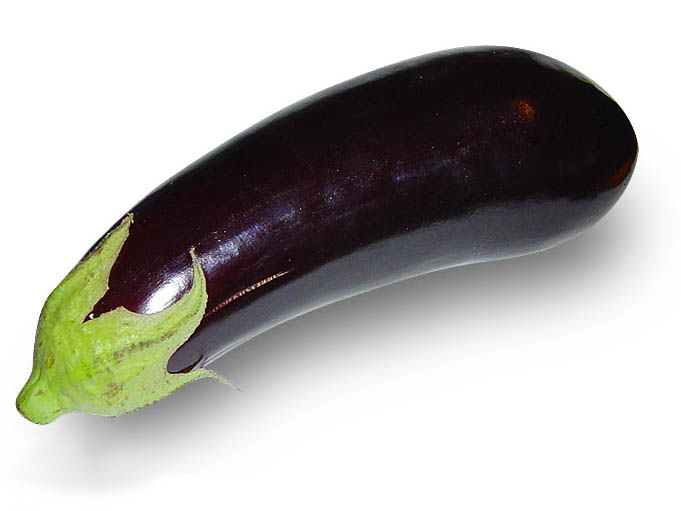
익은 열매
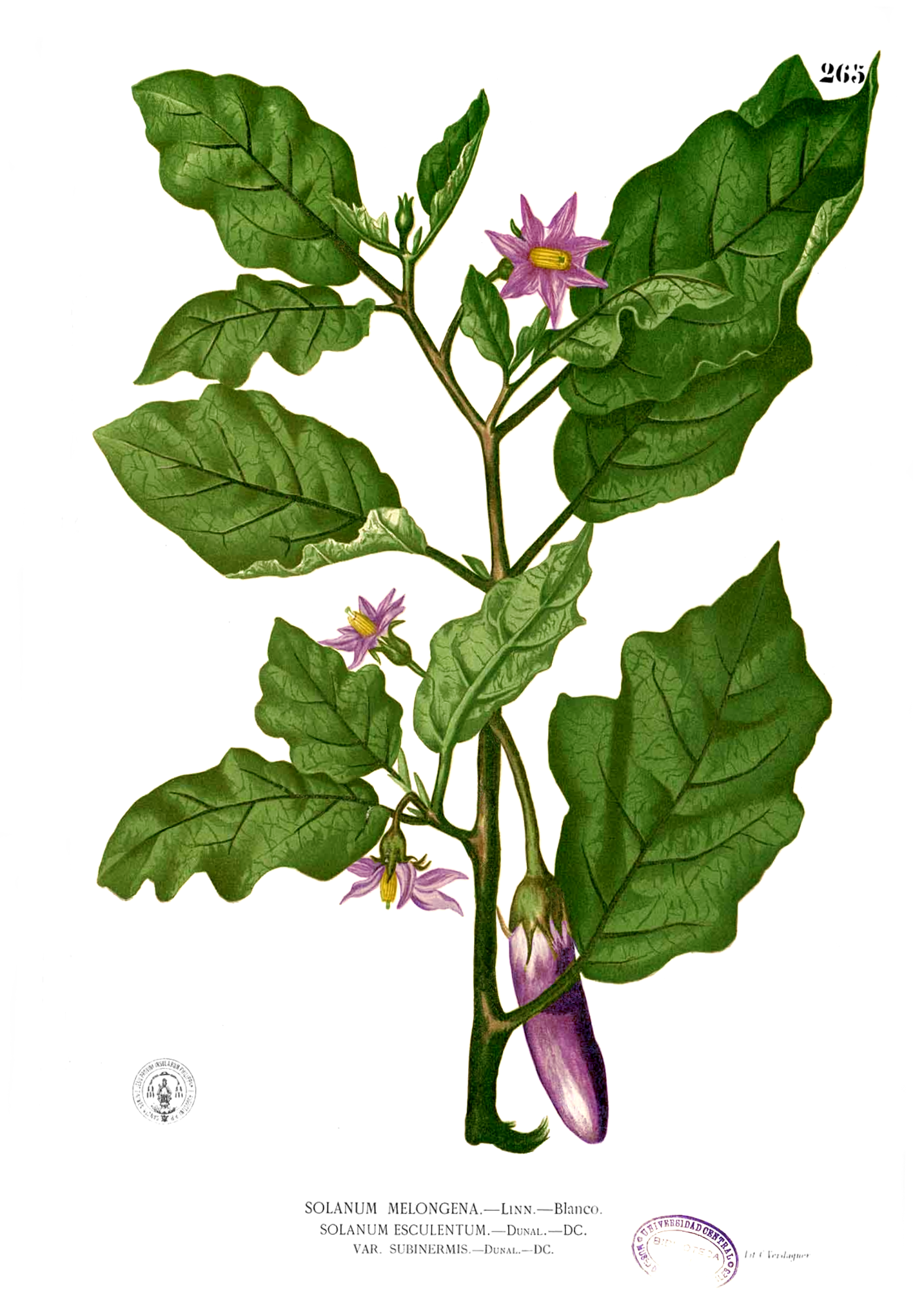
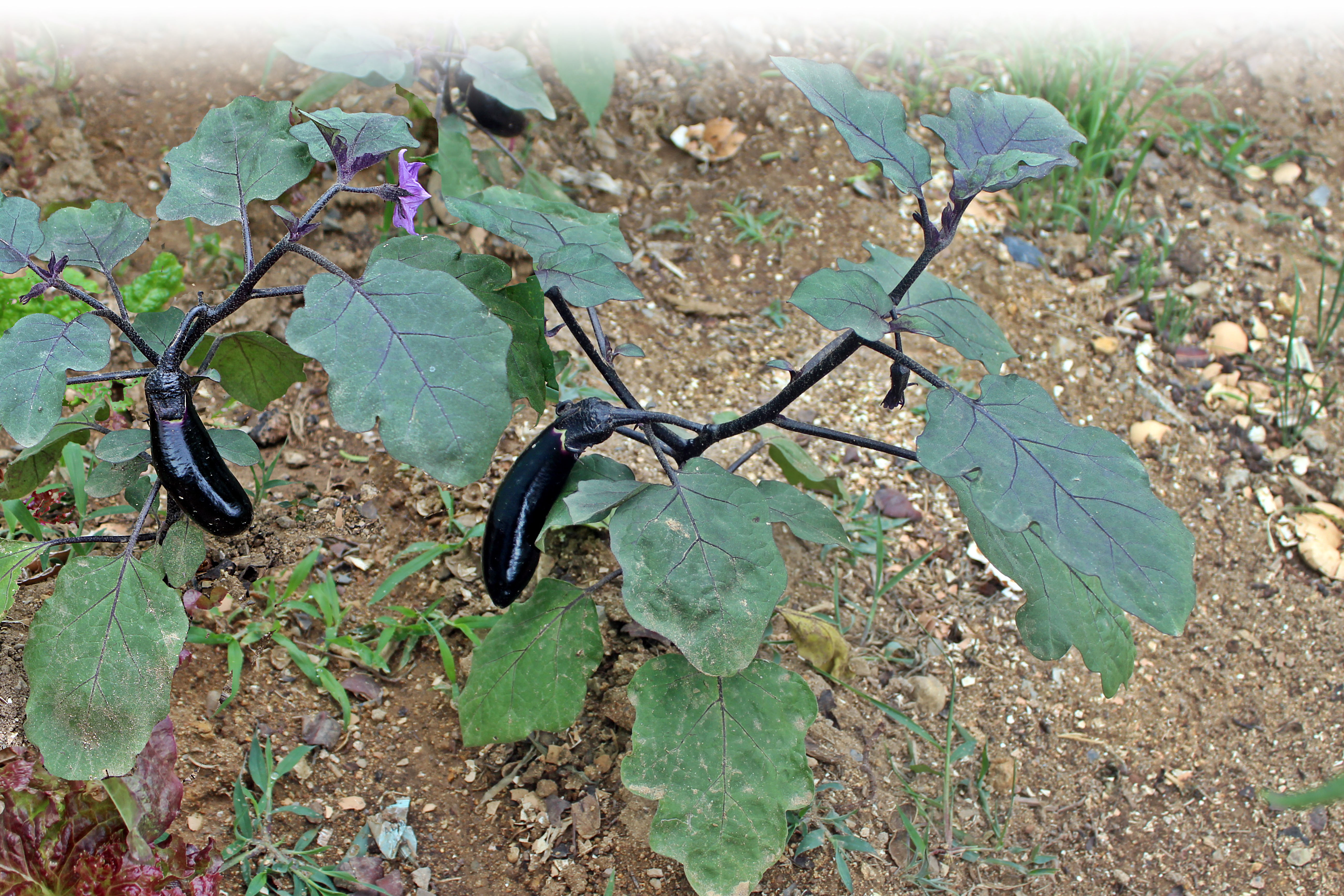
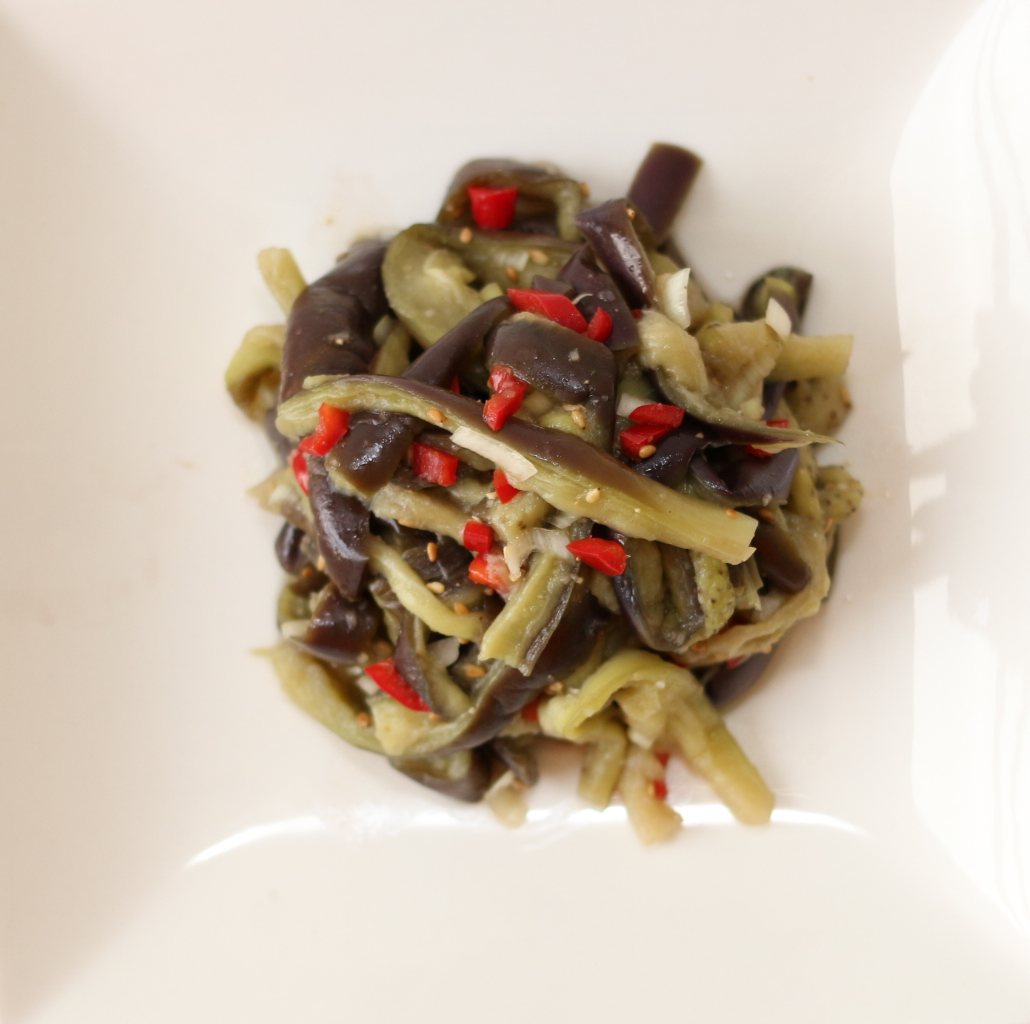
가지볶음

## 같이 보기
- 마요네즈
- 레몬
- 공룡
- 도마뱀

## 참고 문헌
- 이 문서에는 다음커뮤니케이션(현 카카오)에서 GFDL 또는 CC-SA 라이선스로 배포한 글로벌 세계대백과사전의 내용을 기초로 작성된 글이 포함되어 있습니다.